# Либлинг, Салли

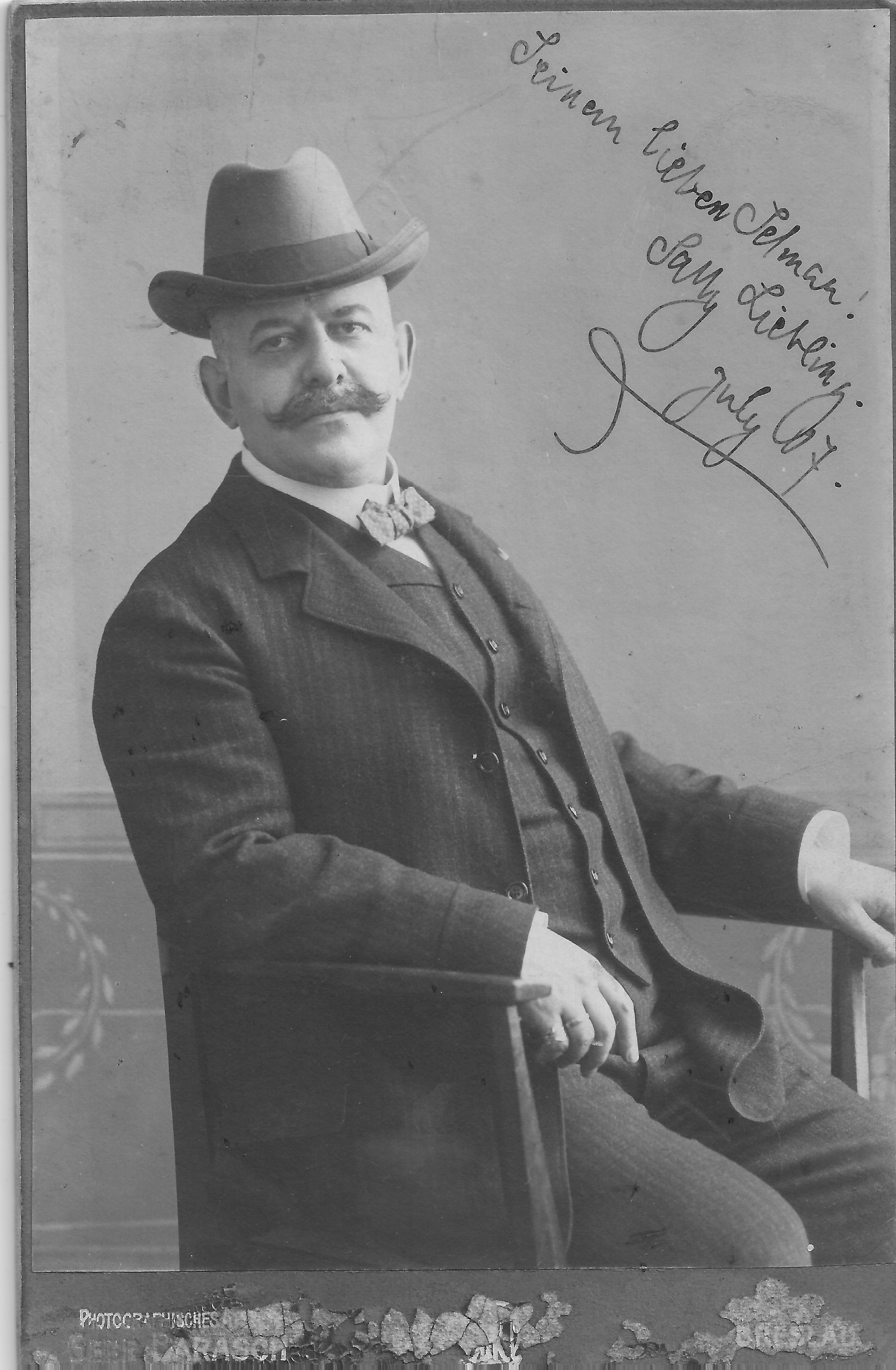
Салли Либлинг

Салли Либлинг (англ. Sally Liebling, собственно Саул Либлинг, нем. Saul Liebling; 8 апреля 1859, Позен — 15 сентября 1909, Берлин) — немецкий пианист. Брат Георга Либлинга.
Учился в Новой академии музыки у Теодора Куллака, Франца Бенделя, Карла Фридриха Вайцмана. Уже в 1875 г. гастролировал в США с оркестром Теодора Томаса. В 1884 г. совершенствовал своё мастерство в Веймаре под руководством Ференца Листа. Некоторое время был придворным пианистом князя Гогенцоллерн-Зигмаринген. Аккомпанировал певице Этельке Герстер. В 1888 г. основал собственную музыкальную школу в Берлине (у него, в частности, учился Зельмар Янсон), а затем и музыкальное агентство.
Автор салонных фортепианных пьес. Либлингу посвящена фортепианная миниатюра Морица Мошковского «Гитара» Op. 45 N° 2 (1900).